# Kardinal in pectore
Als Kardinal in pectore (von lateinisch in pectore „in der Brust; im Herzen“, also „unter Geheimhaltung“), früher auch Kardinal in petto, wird ein vom Papst gemäß can. 351 § 3 CIC ernannter Kardinal bezeichnet, dessen Name vom Papst nicht bekanntgegeben wird. Diese Vorgehensweise wird beispielsweise gewählt, wenn der Kandidat in der augenblicklichen politischen Situation seines Landes mit Repressionen zu rechnen hätte, wenn seine Ernennung bekannt würde.
Da die Rechtskraft der Ernennung erst mit der Veröffentlichung eintritt, z. B. wenn in einem Konsistorium das Ernennungsdekret präsentiert wird, hat der Kardinal in pectore weder die Privilegien noch die Rechte eines Kardinals. Der von einem Papst gemeinte Kardinal muss zumindest in einem authentischen schriftlichen Dokument aufgeführt sein – womöglich in dem geistlichen Testament des verstorbenen Papstes. Dann wäre er nach dem Kirchenrecht mit sofortiger Wirkung in das Kardinalskollegium aufgenommen und nähme in der Ehrenrangordnung (die unter anderem vom Zeitpunkt der Kreierung abhängt) den Platz ein, den er erhalten hätte, wenn seine Ernennung sofort veröffentlicht worden wäre.
Das Kirchenrecht verlangt lediglich, dass der Name eines Kardinals öffentlich gemacht werden muss. Es wird nicht gefordert, dass dies mündlich zu geschehen hat. Sobald der Name bekannt ist, hat der neue Kardinal die gleichen Rechte und Pflichten wie die anderen Kardinäle.

## Beispiele
- Girolamo Aleandro (1480–1542) wurde am 22. Dezember 1536 durch Paul III. zum Kardinal in pectore ernannt.
- Am 17. Juni 1771 wurde Antonio Eugenio Visconti (1713–1788), Nuntius am Kaiserhof in Wien, von Clemens XIV. zum Kardinal in pectore erhoben.
- Der zwischen 1831 und 1846 amtierende Papst Gregor XVI. ernannte viele Kardinäle in pectore, darunter Pietro Ostini (1775–1849), Costantino Patrizi Naro (1798–1876) und Giovanni Maria Mastai-Ferretti, den späteren Papst Pius IX.
- Im Konsistorium von 1960, das von Papst Johannes XXIII. einberufen wurde, wurden nebst sieben namentlich genannten Kardinälen auch drei in pectore berufen, deren Namen nie bekannt geworden sind.
- Paul VI. ernannte Iuliu Hossu und Štěpán Trochta 1969 in pectore zum Kardinal. Hossu erlebte die Veröffentlichung (beide 1973) nicht mehr und wurde posthum erhoben.
- Johannes Paul II. ernannte insgesamt vier Kardinäle in pectore, darunter Ignatius Kung Pin-Mei (1979, veröffentlicht 1991), Jānis Pujats und Marian Jaworski (beide 1998, veröffentlicht 2001). Der vierte Kardinal wurde von Johannes Paul II. in seinem letzten Konsistorium im Oktober 2003 ernannt, da der Papst jedoch verstarb, ohne dass Zeugen bzw. schriftliche Aufzeichnungen den Namen öffentlich gemacht hätten, erlangte der Betreffende hieraus keine Ansprüche und Rechte eines Kardinals.

Im Film Konklave, ein Drama um eine Papstwahl, wird in letzter Minute ein solcher Kardinal in pectore bekannt gemacht.